# József Braun
Pour les articles homonymes, voir Braun.
József Braun, né le 26 février 1901 à Budapest et mort le 20 février 1943, est un footballeur international hongrois qui évoluait au poste de milieu de terrain. Braun a commencé sa carrière en Hongrie avant de la terminer dans la Ligue américaine. Après sa retraite sportive, il a été entraîneur pendant plusieurs années. Braun est décédé en 1943 dans un camp de concentration nazi.

## Biographie
Braun était de confession juive. Il est l'oncle de András Kepes (en) journaliste, réalisateur de documentaires et auteur.

### Carrière de joueur

#### En club
Braun a été formé VAC Budapest. En 1916, il signe pour le MTK Budapest en Ligue hongroise, où il joue principalement comme arrière droit. En 1919, il est élu Joueur hongrois de l'année. Il prend sa retraite sportive en 1925 après avoir subi de multiples blessures. Au cours de ses années avec le MTK Budapest, Braun a remporté neuf championnats hongrois et deux coupes hongroises.
En 1929, il s'installe aux États-Unis, où il tente un retour avec le Brooklyn Hakoah (en) en American Soccer League. Il y joue 17 matchs avant de rejoindre les Brooklyn Wanderers (en) à l'automne 1929. Il joue 11 matchs au cours de la saison 1929-1930, puis prend cette fois définitivement sa retraite.

#### En équipe nationale
Braun a remporté 27 sélections avec l'équipe nationale hongroise, marquant 11 buts. Il était membre de l'équipe hongroise de football aux Jeux olympiques d'été de 1924, où il a joué deux matchs. Il est considéré comme l'un des meilleurs ailiers droits hongrois de tous les temps.

### Carrière d'entraîneur
Braun a ensuite entraîné en Tchécoslovaquie passant — selon certaines sources — par le club de Lučenec lors de la saison 1932-1933 puis de celui du FTC Fiľakovo (en) avant de passer plusieurs saisons au ŠK Slovan Bratislava entre 1934 à 1938.
Il rentre ensuite en Hongrie, alors que l'antisémitisme atteint son paroxysme en Europe, où il entraînera le MTK Budapest entre 1937 et 1939, avant de définitivement s'éloigner du football.

### Fin de vie
Après sa carrière sportive il travaille vraisemblablement un temps pour une banque.
Du fait de son origine juive, il est déporté en 1942. Il sert dans des bataillons de travail : des unités de travail forcé (hu), dont beaucoup de ses membres sont envoyés mourir sur le front soviétique, s'ils ne sont pas emportés par la famine et la maladie d'abord. Les circonstances de sa mort reste incertaines, sur le front de l'Est où dans un camp de concentration, il est décédé en Ukraine en 1943, dans les alentours de Kharkiv ou Korotec. Son lieu de sepulture reste inconnu,,,.

## Postérité
Braun a été introduit en 2017 dans le Hall of Fame international des sportifs juifs.
Un livre de littérature jeunesse, Csibi (he), écrit par Szenes Béla (hu) s'inspire de l'histoire de Braun.